# Hohenlohe-Waldenburg-Schillingsfürst

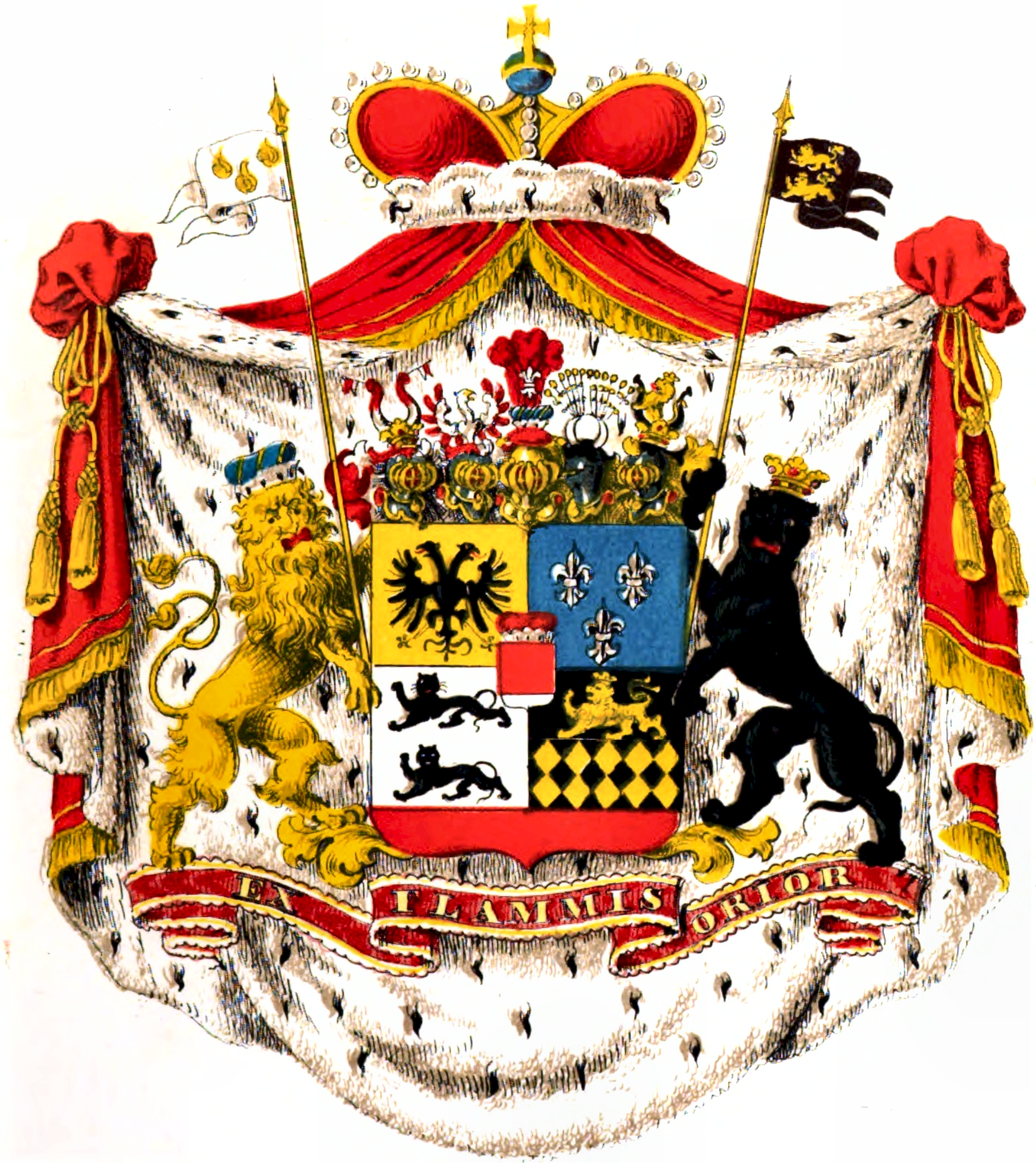
Escudo de armas de los Príncipes de Hohenlohe-Waldenburg-Schillingsfürst.

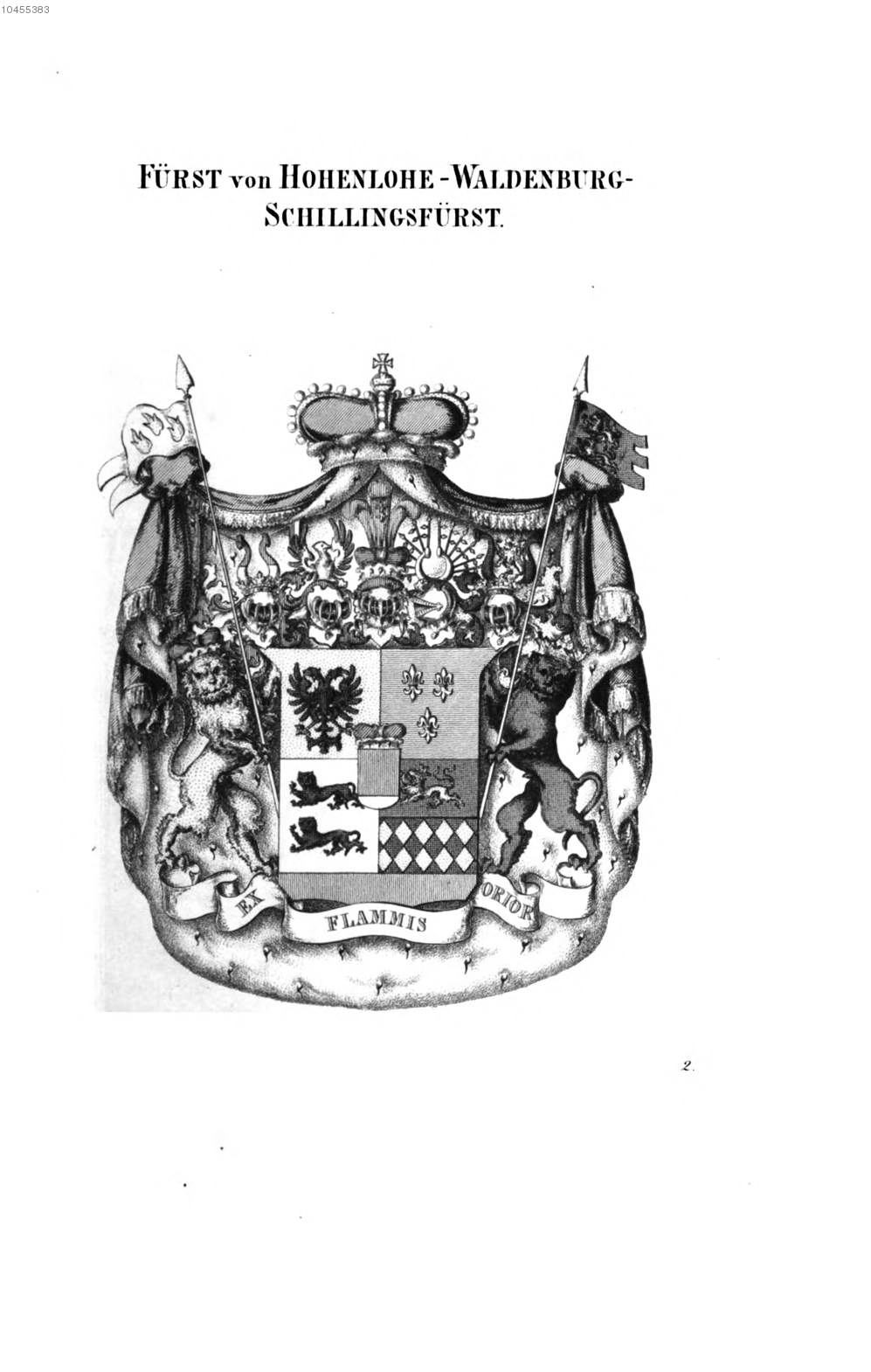
Impresión antigua de las armas principescas.

Hohenlohe-Waldenburg-Schillingsfürst fue un condado en el nordeste de Baden-Württemberg, Alemania. Su nombre deriva del castillo de Hohenloch cerca de Uffenheim en Franconia Central, que cayó en posesión de los descendientes de Conrado de Weikersheim para 1178. Waldenburg-Schillingsfürst surgió como una partición de los territorios en manos de los descendientes de Kraft de Hohenlohe, quien fue hecho Conde imperial en 1450. Los territorios de Hohenlohe fueron divididos entre los hermanos Conde Luis Casimiro (1517-1568) (de la línea sénior de Neunstein, progenitores de las ramas de Hohenlohe-Langenburg y Hohenlohe-Oehringen) y el Conde Everardo (1535-1570), fundador de varias ramas de Hohenlohe-Waldenburg. La línea de Schillingsfürst desciende del Conde Luis Gustavo (1634-1697), cuyo descendiente Felipe obtuvo el ascenso de su feudo a principado dentro del Sacro Imperio Romano Germánico, disfrutando de inmediación imperial, en 1744. El condado de Waldenburg fue añadido al principado en 1757. Fue mediatizado al Reino de Wurtemberg en 1806.
Tres ramas todavía existen; aquellas de Waldenburg, Ratibor y Corvey, y Schillingsfürst. Los miembros de la casa llevan el estilo de "Príncipe/Princesa de Hohenlohe-Waldenburg-Schillingsfürst" o "Príncipe/Princesa von Ratibor und Corvey, Príncipe/Princesa de Hohenlohe-Schillingsfürst" o "Príncipe/Princesa de Hohenlohe-Schillingsfürst, von Ratibor und Corvey" o "Príncipe/Princesa von Ratibor und Corvey" o "Príncipe/Princesa de Hohenlohe-Waldenburg-Schillingsfürst, von Ratibor und Corvey" dependiendo de cuál de las cuatro sublíneas de la rama de Waldenburg-Schillingsfürst pertenecen.

## Condes de Hohenlohe-Waldenburg-Schillingsfürst (1688-1744)
- Luis Gustavo (Conde de Hohenlohe-Schillingsfürst) (1688-1697)
- Felipe Ernesto (1697-1744)

## Príncipes de Hohenlohe-Waldenburg-Schillingsfürst (1744-presente)[1]
- Felipe Ernesto, 1.º Príncipe de Hohenlohe-Waldenburg-Schillingsfürst 1744-1750 (1663-1759)
  - Carlos Alberto I, 2.º Príncipe de Hohenlohe-Waldenburg-Schillingsfürst 1750-1793 (1719-1793)
    - Carlos Alberto II, 3.º Príncipe de Hohenlohe-Waldenburg-Schillingsfürst 1793-1796 (1742-1796)
      - Carlos Alberto III, 4.º Príncipe de Hohenlohe-Waldenburg-Schillingsfürst 1796-1843 (1776-1843)
        - Federico Carlos I, 5.º Príncipe de Hohenlohe-Waldenburg-Schillingsfürst 1843-1884 (1814-1884)
          - Nicolás, 6.º Príncipe de Hohenlohe-Waldenburg-Schillingsfürst 1884-1886 (1841-1886)
          - Federico Carlos II, 7.º Príncipe de Hohenlohe-Waldenburg-Schillingsfürst 1886-1924 (1846-1924)
            - Federico Carlos III, 8.º Príncipe de Hohenlohe-Waldenburg-Schillingsfürst 1924-1982 (1908-1982)
              - Federico Carlos IV, 9.º Príncipe de Hohenlohe-Waldenburg-Schillingsfürst 1982-presente (n. 1933)
              - Príncipe Huberto de Hohenlohe-Waldenburg-Schillingsfürst (n. 1935), hermano de Federico Carlos IV y heredero presunto
                - Príncipe Félix de Hohenlohe-Waldenburg-Schillingsfürst (n. 1963)
                  - Príncipe Conrado de Hohenlohe-Waldenburg-Schillingsfürst (n. 1995)
                  - Príncipe Alberto de Hohenlohe-Waldenburg-Schillingsfürst (n. 2002)

                - Príncipe Francisco de Hohenlohe-Waldenburg-Schillingsfürst  (n. 1965)
                - Príncipe Maximiliano de Hohenlohe-Waldenburg-Schillingsfürst  (n. 1967)

      - Francisco José, 5.º Príncipe de Hohenlohe-Schillingsfürst (1787-1841), fundador de las líneas de Ratibor y Corvey